# Comme des garçons
Comme des garçons és una pel·lícula de comèdia francesa dirigida per Julien Hallard, estrenada el 2018. El guió fou escrit per Jean-Christophe Bouzy i Julien Hallard, adaptació i diàlegs de Julien Hallard i Claude Le Pape, amb la col·laboració de Fadette Drouard La pel·lícula està inspirada en la creació del primer equip femení de futbol de França a Reims per Pierre Geoffroy el 1968.
Amb només 87.582 entrades venudes per a 230 còpies, la pel·lícula va ser un fracàs als cinemes.

## Argument
A Reims, el 1969. Un seductor empedernit, Paul Coutard és periodista esportiu del diari Le Champenois. Per provocar el seu director, organitza un partit de futbol femení per a la fira anual del diari. Rebrà ajuda inesperada de "la seva millor enemiga", Emmanuelle Bruno, secretària executiva. Sense saber-ho, Emmanuelle i Paul s'embarcaran en la creació del primer equip de futbol femení de França.

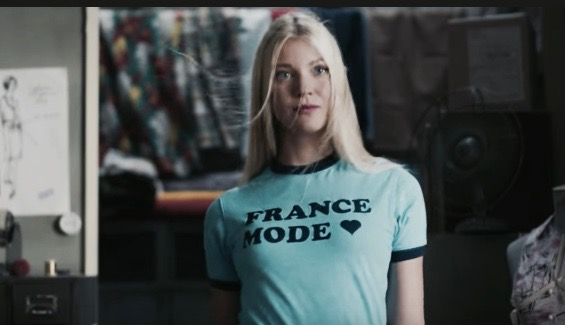
Mona Walravens en una escena de la pel·lícula

## Repartiment
- Max Boublil : Paul Coutard
- Vanessa Guide : Emmanuelle Bruno
- Bruno Lochet : Alain Lambert
- Solène Rigot : Corinne Fricoteau
- Carole Franck : Raymonde Deuquet
- Delphine Baril : Francine Marchand
- Zoé Héran : Annie Leroy
- Julie Moulier : Béatrice Bergeron
- Sarah Suco : Nicole Waquelin
- Mona Walravens : Jeanne Simon
- Luca Zingaretti : Giacomo Bruno, pare d'Emmanuelle i antic jugador de futbol
- Ludovic Berthillot : el marit de Francine
- Grégory Gatignol : el germà d'Annie
- Éric Naggar : el redactor en cap
- Jean-Louis Barcelona: el marit de Raymonde
- Wilfred Benaïche: Riboulet
- Christian Abart: el comissari
- Renaud Rutten: Michel Leroux

## Producció

### Gènesi i desenvolupament
El director i escriptor Julien Hallard va tenir la idea de la pel·lícula després d'escoltar un programa de ràdio:
| « | Em vaig enamorar d'aquesta història a primera vista: l'any 1968, Pierre Geoffroy, periodista esportiu de la Union de Reims, va posar un anunci per organitzar un partit de futbol femení. Contra totes les expectatives, l'equip es va reunir en aquesta ocasió i ell mateix es convertiria en els pioners de la revifalla del futbol femení francès. Has de saber que en aquella època les noies no jugaven a futbol. Ni tan sols estava prohibit, no es feia, això és tot. La Federació Francesa de Futbol no va emetre llicències femenines. Les noies de Reims van liderar, doncs, la lluita contra els prejudicis amb determinació, talent i molt d'humor. Quan vaig començar a escriure sobre elles, era l'any 2012. No sols el futbol femení començava a fer el seu gran avenç mediàtic, sinó que assistíem a un renaixement de preguntes al voltant del feminisme. En definitiva, hi va haver un ressò modern en aquesta història, un esperit dels temps que es referia a aquest període de canvi de finals dels anys seixanta. | » |

Per afinar el seu escenari, va comptar amb els serveis de Claude Le Pape, que segons Hallard «va demostrar amb Les Combattants que tenia un veritable talent per crear escenes i encarnar personatges», i també de Fadette Drouard, la coguionista de Patients, de la qual Hallard «estima la llibertat de to i l'energia de escriptura».

### Rodatge
Jugadores de l'ASJ Soyaux a participar en les seqüències de futbol. El rodatge va tenir lloc a Royan a Charente Marítim (en particular a l'estadi de la ciutat), així com a París (veiem entre d'altres el restaurant Prunier) i a Illa de França.

### Música
La música original de la pel·lícula està composta per Vladimir Cosma, un compositor prolífic des de la dècada de 1970. El director explica la seva elecció:
| «                | Pel que fa a la banda sonora, volia melodies fortes, temes reconeixibles per als personatges principals; que és el contrari de la tendència actual del cinema que va cap a la música d'acompanyament i d'ambient. Així que, naturalment, vaig pensar en Vladimir Cosma que té precisament aquesta extraordinària capacitat melòdica. És un gran compositor amb una forta personalitat que s'arrisca i que imprimeix el seu estil a la pel·lícula. Parafrasejant Stravinsky, diria que quan altres fan música de "papers pintats", Cosma li fa quadres. I quins quadres! | » |
| — Julien Hallard | |   |

La pel·lícula també utilitza cançons preexistents, com ara Comme un garçon de Sylvie Vartan.